# 根特·赫比希
根特·赫比希（德語：Günther Herbig；1931年11月30日—），德國指揮家。
赫比希在捷克斯洛伐克的拉贝河畔乌斯季（今屬捷克）出生，1951年時，他是赫爾曼·阿本德羅特在魏玛李斯特音乐学院的學生。之後赫比希陸續與赫尔曼·舍尔兴、阿尔维兹·扬松斯與赫伯特·冯·卡拉扬學習指揮。1956年，成為魏瑪歌劇院的樂長（Kapellmeister），也曾在埃尔福特、波茨坦指導劇院工作。1972年至1977年間，擔任德勒斯登愛樂樂團的主指揮，然後轉往柏林，在那裏他領導柏林管弦樂團（Berliner Symphoniker）至1983年止。出於政治上的因素，他離開東德，前往美國。
在美國的工作由底特律展開，在1984年至1990年間，他是底特律交响乐团的音樂總監，同時也與多伦多交响乐团密切合作。2001年赫比希返回歐洲樂壇，接任萨尔布吕肯廣播交響樂團主指揮一職。近期，他與美國俄亥俄州州治的哥倫布交響樂團、西班牙大加那利愛樂管弦樂團（Orquesta Filarmónica de Gran Canaria），以及臺灣國家交響樂團都有合作。

## 獲獎與榮譽
- 桂冠指揮，臺灣國家交響樂團

## 外部連結
- 根特·赫比希的Discogs页面（英文）